# Естонська мова
Есто́нська мо́ва (eesti keel) — мова естонців, офіційна мова Естонії і Європейського Союзу. Рідна для понад 900 тис. людей в Естонії та десятків тисяч за її межами. Естонська мова використовується в окремих селах Криму, Абхазії, діаспорних поселеннях у Швеції, США й Канаді. Писемність на основі латинського алфавіту.
Естонська мова разом із фінською та угорською та іншими мовами належить до фіно-угорських мов уральської мовної сім'ї.
В естонській мові 9 голосних і 16 приголосних звуків, багато дифтонгів. Властиві три ступені довжини в голосних і приголосних. Головний наголос падає на перший склад слова. За морфологічною структурою естонська мова — флективно-аглютинативна. Імена відмінюються по числах і відмінках, граматичний рід відсутній. Дієслово має відмінювальні й невідмінювальні форми. Синтаксичні зв'язки слів виражаються головним чином граматичними формами окремих слів і службовими словами. Кількість прийменників невелика. Порядок слів у реченні відносно вільний.

## Історія та статус
Перші відомі спроби письмово зафіксувати естонську мову стосуються XIII ст. — Літопис Генриха Ливонського. Перша естонська книга «Катехізис» Вадрадта й Келя надрукована в Німеччині в 1535 році. Найдавніший естонський рукопис, що зберігся, — Кулламааський рукопис — містить переклад естонською трьох католицьких молитов — «Отче наш», «Аве Марія» і «Кредо».
Естонська мова вперше набула офіційного статусу й стала єдиною державною мовою Естонії в 1918 році зі здобуттям цією державою незалежності. З 1940 року з радянською окупацією статус естонської мови став знижуватися: вона перестала бути єдиною державною мовою — другою стала російська, звужувалося використання естонської мови в багатьох сферах: у міжнародних переговорах, дипломатичному листуванні, у зовнішній торгівлі й на торговельних знаках, у питаннях, що стосувалися збройних сил, у навчанні. Естонська мова була витіснена з викладання й позбавлена можливостей розвитку термінології у сферах навігації, мореплавства, авіації та залізничного транспорту, вона також перестала використовуватися у гірничо-видобувній, енергетичній, текстильній і деяких областях важкої промисловості, позаяк більшість промислових підприємств перебували під прямим контролем Москви.

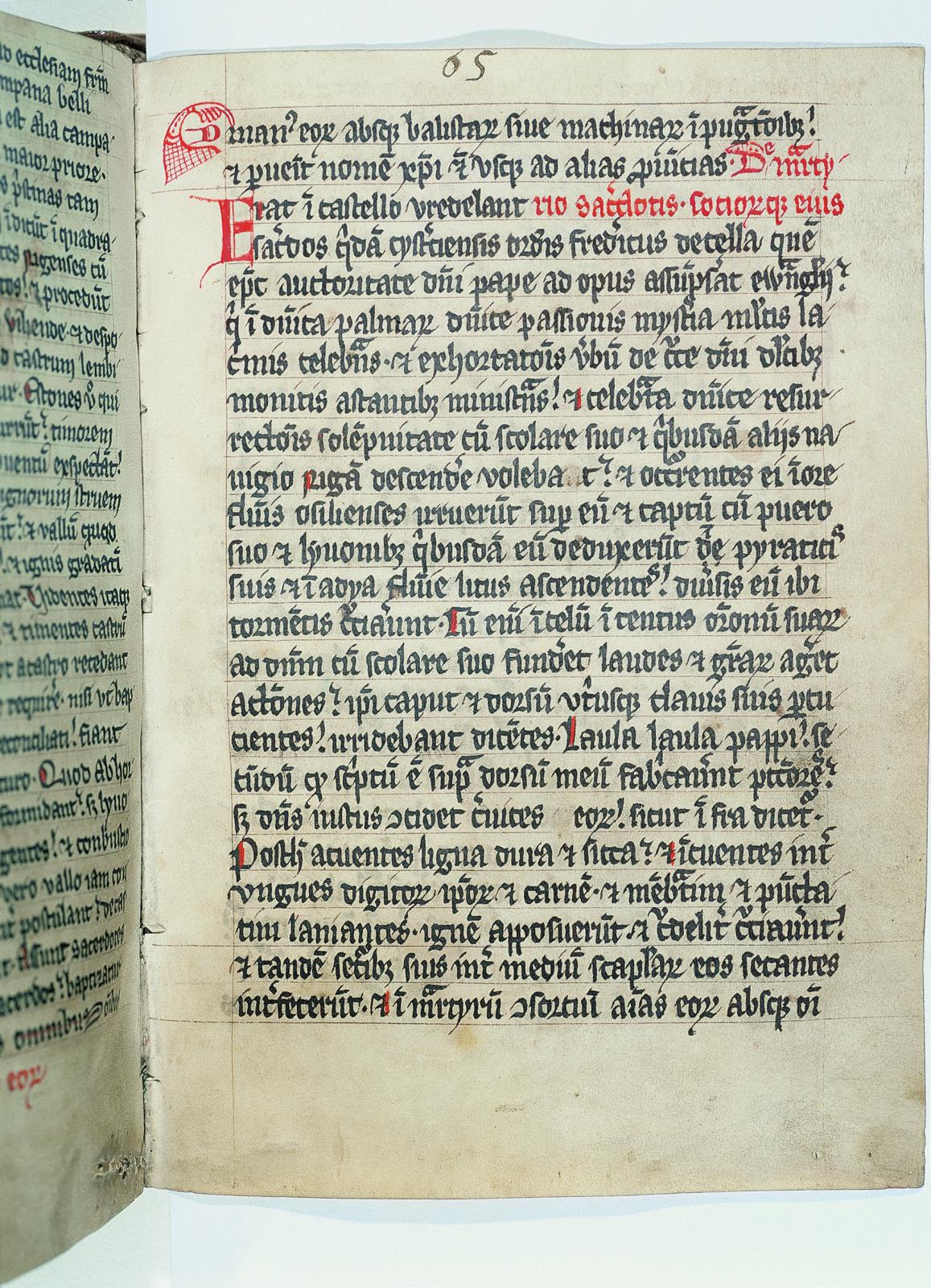
Сторінка з рукопису Хроніки Генриха Ливонського
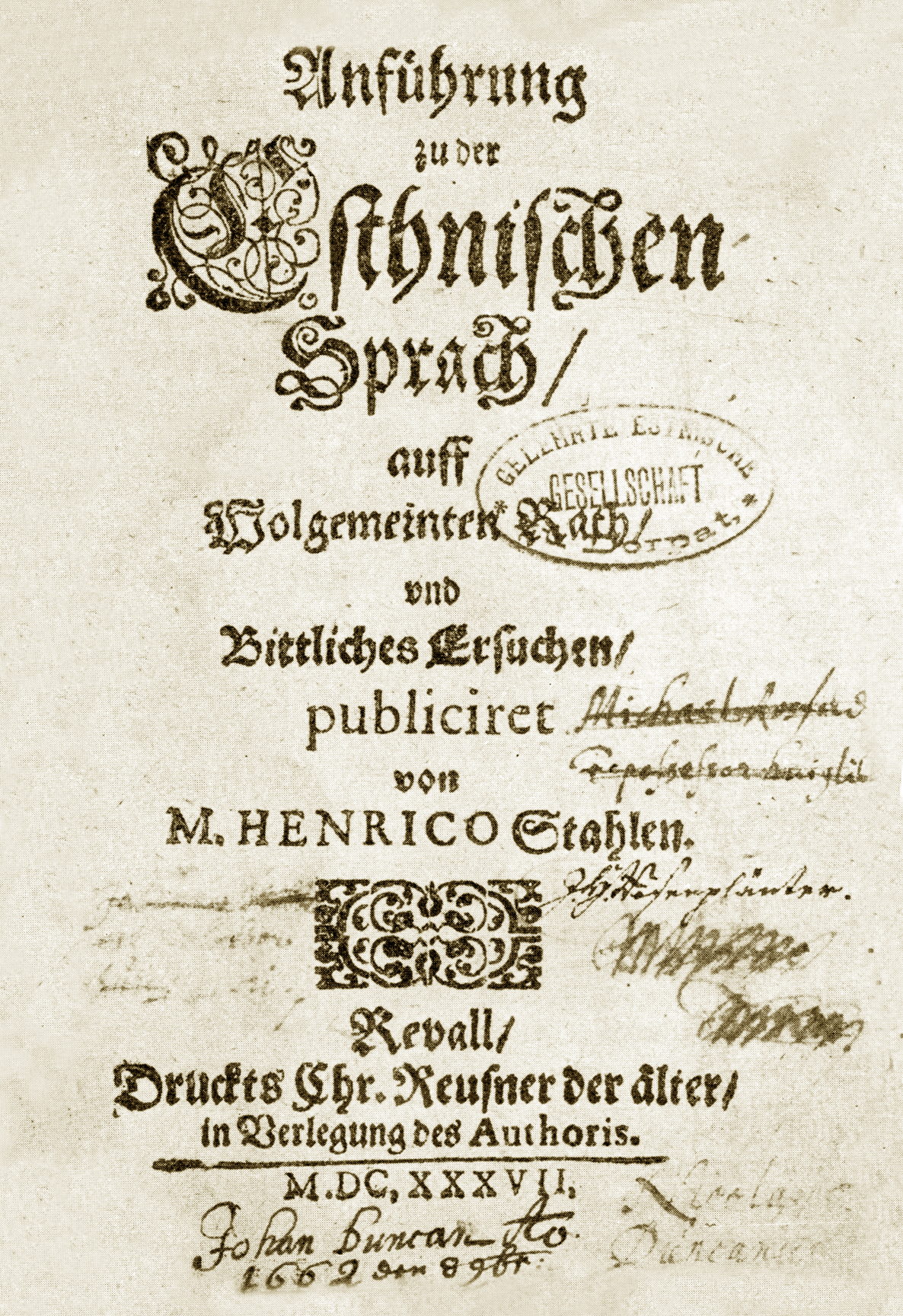
Естонська граматика, видана Генріхом Шталем в Таллінні (Ревалі) у 1637 році
Поширеність естонської мови в Російській імперії за даними перепису 1897

### Сучасність
Ситуація змінилася з розпадом Радянського Союзу й відновленням незалежности 20 серпня 1991 року. Нині естонська мова — єдина офіційна в Естонії, а також одна з офіційних мов Європейського Союзу. Статус естонської мови визначає Конституція Естонії (Eesti Vabariigi põhiseadus, §6) та Закон про мову (ест. Keeleseadus). Державну політику в області розвитку естонської мови реалізує Інститут естонської мови (ест. Eesti Keele Instituut), а в області захисту — Мовна інспекція (ест. Keeleinspekstsioon). Знання естонської мови на рівні мінімум B1 є обов’язковою умовою для отримання громадянства Естонії чи постійного дозволу на проживання.

## Діалекти

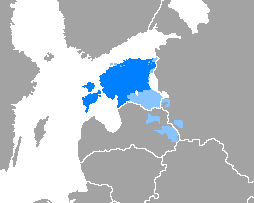
Північноестонські діалекти
Південноестонські діалекти

У XVI ст. існували дві літературні мови на основі північноестонського й південноестонського діалектів. Естонська мова була уніфікована в 1-й половині XX ст. В естонській мові виділяють основні говірки, що різняться одна від одної:
- Північноестонські діалекти[et]:
  - Середньоестонська група діалектів: 
    - Центральний[et];
    - Острівний[et];
    - Східний[et];

  - Північно-східна прибережна група діалектів[et]: 
    - Прибережний[et];
    - Алутагузеський[et];
- Південноестонські діалекти:
  - Діалект мульгі;
  - Діалект сету;
  - Тартуський діалект;
  - Вируський діалект.

Південноестонськими говірками (офіційна точка зору) чи мовами виро й сету (позиція громадських організацій) володіють до 100 тис. людей. В Естонії діють державний «Вируський інститут» (ест. Võru Instituut) й «Інститут Сето» (ест. Seto Instituut), які займаються збереженням і розвитком культур народів Виру й Сету.

## Навчання
Естонську мову окрім Естонії, вивчають у 40 вищих навчальних закладах світу (2004), як основну спеціальність, додаткову спеціальність, факультативний предмет або предмет за вибором. Найтриваліша традиція навчання естонської мові існує в університетах Фінляндії, Швеції та Угорщини. За кількістю місць навчання вирізняється Німеччина, де естонську мову вивчають у 7 вишах.
Естонська мова також включена до програми майже 30 загальноосвітніх шкіл, шкіл додаткової освіти й мовних курсів у Європі, Сполучених Штатах Америки, Канаді й Австралії.
Вивчення естонської доступне для громадян і резидентів країни як у школах, училищах та університетах, так і на спеціальних курсах (переважно для іноземців). Курси є як платними (у приватних мовних школах), так і безкоштовними. Реєстрація на безкоштовні мовні курси оголошується двічі на рік, причому попит значно перевищує кількість доступних місць. Крім курсів, Фонд інтеграції (ест. Integratsiooni sihtasutus) через Доми естонської мови (ест. Eesti keele majad) створює інші можливості для безкоштовної практики естонської мови на різних рівнях — розмовні клуби, тандемне навчання, перегляд фільмів, клуби естонської мови й культури, тематичні воркшопи тощо.
У книжкових магазинах доступні різноманітні підручники естонської мови — як шкільні, так і для дорослих з англійською, російською і фінською основною мовою. Крім того, для початкових рівнів (0-B1) доступні безкоштовні онлайн-курси — Keeleklikk (0-A2), Keeletee (A2-B1) та Speakly (0-B1).
В Естонії прийнято Загальноєвропейські рекомендації з мовної освіти. Мовні іспити за рівнями від A2 до C1 відбуваються чотири рази на рік, є безкоштовними, причому в разі успішного іспиту людина може претендувати на компенсацію власних витрат на вивчення мови в розмірі не більше 320 евро за один іспит.

## Писемність
Основна стаття: Естонська абетка
Естонська абетка склалася на базі латинської, пристосованої до потреб естонської мови. Алфавіт має 27 літер, з них шість мають діакритичні знаки.
| A a | B b | D d | E e | F f | G g | H h |
| I i | J j | K k | L l | M m | N n | O o |
| P p | R r | S s | Š š | Z z | Ž ž | T t |
| U u | V v | Õ õ | Ä ä | Ö ö | Ü ü |     |

Літери f, š, z та ž трапляються лише в іншомовних словах. Естонська вимова літер z та ž є відповідно /s/ та /š/: zlott, žetoon. У власних іменах німецького походження z вимовляється як /ts/: Mozart, Leibniz. В іншомовних словах і власних іменах використовуються також латинські літери, що не ввійшли до складу естонської абетки. Найуживаніші серед них — Cc Čč Qq Ww Xx Yy.

## Лексика
Щодо етимології, то більшість естонських слів мають фінно-угорське походження. Значні також запозичення з германських (в основному з нижньонімецької) і балтійських мов. Трапляються слов'янізми, запозичені, очевидно, з російської через фінську мову, а також англіцизми (головно неологізми кінця XX — початку XXI століття) й інтернаціоналізми.

## Приклад
«Заповіт» Т. Шевченка естонською мовою (переклав Айн Каалеп)
| TESTAMENT Kui ma suren, siis mind matke kalme peale üles kallil kodumaal Ukrainas, laia stepi süles, et sealt laiad põllupinnad, Dnepr ja kaldad üha oleks näha; oleks kuulda, kuidas jõgi mühab. Kui kord tuleb tal Ukrainast sinimerre viia vaenuverd… siis jätan maha mäed ja põllud siia — ise aga õhinaga sinna, kus on Jumal, tõttan palveks… Seni mulle ent jääb võõraks Jumal. Matke mind ja üles tõuske orjaikke vastu, priiust kuri vaenlasveri pühaveena kastku. Tuletage peres uues, peres vabas, suures siis mind veel te lahkelt meelde vaikse jutu juures. |

Джерело: Українська бібліотека